# Liste des évêques de San Diego
Cette page présente la liste des évêques de San Diego
Le diocèse de San Diego (Dioecesis Sancti Didaci) est érigé le 11 juillet 1936, par détachement de celui de Los Angeles-San Diego.

## Évêques
- 31 octobre 1936-† 5 mars 1966 : Charles Buddy (Charles Francis Buddy)
- 5 mars 1966-23 mai 1969 : Francis Furey (Francis James Furey)
- 22 août 1969-10 juillet 1990 : Léo Maher (Léo Thomas Maher)
- 10 juillet 1990-18 septembre 2013 : Robert Brom (Robert Henry Brom)
- 18 septembre 2013 -† 6 septembre 2014 : Cirilo Flores
- 3 mars 2015-6 janvier 2025 : Robert McElroy (Robert Walter McElroy), nommé archevêque de Washington
- depuis le 22 mai 2025 : Michael Pham

## Source
- (en) Fiche du diocèse, Catholic-Hierarchy